# Futebol nos Jogos Olímpicos de Verão de 2020 - Convocações masculinas
As listas a seguir se referem aos atletas convocadas pelas equipes de seus países para a disputa do torneio de futebol masculino nos Jogos Olímpicos de Verão de 2020, em Tóquio.
As dezesseis seleções participantes foram obrigadas a enviar equipes de 18 jogadores – dos quais dois deveriam ser goleiros – até 30 de junho de 2021, 23 dias antes da partida de abertura do torneio. Além disso, as equipes poderiam nomear no máximo quatro jogadores alternativos, numerados de 19 a 22. A lista alternativa poderia conter no máximo três jogadores de linha, já que pelo menos uma vaga estava reservada para um goleiro. No caso de um jogador da lista de convocação submetida sofrer uma lesão ou doença, esse jogador poderia ser substituído por um dos jogadores da lista alternativa. Apenas os jogadores dessas equipes seriam elegíveis para participar do torneio. Em 2 de julho, a Federação Internacional de Futebol confirmou que houve uma mudança para as Olimpíadas de 2020, permitindo que todos os 22 jogadores nomeados estivessem disponíveis na lista, com 18 sendo nomeados para cada partida. Essa mudança foi implementada devido aos desafios da pandemia COVID-19. As listas oficiais do time foram divulgadas pela FIFA em 7 de julho de 2021.
A idade listada para cada jogador é em 22 de julho de 2021, o primeiro dia do torneio. O número de partidas e gols listados para cada jogador não inclui nenhuma partida disputada após o início do torneio. O clube listado é o clube pelo qual o jogador disputou uma partida oficial pela última vez antes do torneio. A nacionalidade de cada clube reflete a associação nacional (não a liga) à qual o clube está filiado. Uma bandeira é incluída para treinadores de nacionalidade diferente da de sua própria seleção nacional.

## Grupo A

### França
A seleção final inicial da França foi anunciada em 25 de junho de 2021. No entanto, depois que vários clubes se recusaram a liberar seus jogadores, um novo time foi anunciado em 2 de julho de 2021, junto com outros jogadores para completar a lista final.
Treinador: Sylvain Ripoll
| No. | Pos. | Jogador              | Idade                            | Jogos | Gols | Clube               |
| --- | ---- | -------------------- | -------------------------------- | ----- | ---- | ------------------- |
| 1   | GR   | Paul Bernardoni      | 18 de abril de 1997 (24 anos)    |       |      | Angers              |
| 2   | D    | Pierre Kalulu        | 5 de junho de 2000 (21 anos)     |       |      | Milan               |
| 3   | D    | Melvin Bard          | 6 de novembro de 2000 (20 anos)  |       |      | Lyon                |
| 4   | D    | Timothée Pembélé     | 9 de setembro de 2002 (18 anos)  |       |      | Paris Saint-Germain |
| 5   | D    | Niels Nkounkou       | 1 de novembro de 2000 (20 anos)  |       |      | Everton             |
| 6   | M    | Lucas Tousart        | 29 de abril de 1997 (24 anos)    |       |      | Hertha BSC          |
| 7   | A    | Arnaud Nordin        | 17 de junho de 1998 (23 anos)    |       |      | Saint-Étienne       |
| 8   | M    | Enzo Le Fée          | 3 de fevereiro de 2000 (21 anos) |       |      | Lorient             |
| 9   | A    | Nathanaël Mbuku      | 16 de março de 2002 (19 anos)    |       |      | Reims               |
| 10  | A    | André-Pierre Gignac* | 5 de dezembro de 1985 (35 anos)  |       |      | UANL                |
| 11  | M    | Téji Savanier*       | 22 de dezembro de 1991 (29 anos) |       |      | Montpellier         |
| 12  | M    | Alexis Beka Beka     | 29 de março de 2001 (20 anos)    |       |      | Caen                |
| 13  | D    | Clément Michelin     | 11 de maio de 1997 (24 anos)     |       |      | Lens                |
| 14  | A    | Florian Thauvin*     | 26 de janeiro de 1993 (28 anos)  |       |      | UANL                |
| 15  | D    | Modibo Sagnan        | 14 de abril de 1999 (22 anos)    |       |      | Real Sociedad       |
| 16  | GR   | Stefan Bajic         | 23 de dezembro de 2001 (19 anos) |       |      | Saint-Étienne       |
| 17  | D    | Anthony Caci         | 1 de julho de 1997 (24 anos)     |       |      | Strasbourg          |
| 18  | A    | Randal Kolo Muani    | 5 de dezembro de 1998 (22 anos)  |       |      | Nantes              |
| 19  | D    | Ismaël Doukouré      | 24 de julho de 2003 (17 anos)    |       |      | Valenciennes        |
| 20  | A    | Isaac Lihadji        | 4 de abril de 2002 (19 anos)     |       |      | Lille               |
| 22  | GR   | Dimitry Bertaud      | 6 de junho de 1998 (23 anos)     |       |      | Montpellier         |

* Jogador com idade avançada.

### Japão
A seleção final do Japão foi anunciada em 22 de junho de 2021.
Treinador: Hajime Moriyasu
| No. | Pos. | Jogador           | Idade                             | Jogos | Gols | Clube               |
| --- | ---- | ----------------- | --------------------------------- | ----- | ---- | ------------------- |
| 1   | GR   | Keisuke Osako     | 28 de julho de 1999 (21 anos)     |       |      | Sanfrecce Hiroshima |
| 2   | D    | Hiroki Sakai*     | 12 de abril de 1990 (31 anos)     |       |      | Urawa Red Diamonds  |
| 3   | D    | Yuta Nakayama     | 16 de fevereiro de 1997 (24 anos) |       |      | PEC Zwolle          |
| 4   | D    | Ko Itakura        | 27 de janeiro de 1997 (24 anos)   |       |      | FC Groningen        |
| 5   | D    | Maya Yoshida*     | 24 de agosto de 1988 (32 anos)    |       |      | Sampdoria           |
| 6   | M    | Wataru Endo*      | 9 de fevereiro de 1993 (28 anos)  |       |      | VfB Stuttgart       |
| 7   | M    | Takefusa Kubo     | 4 de junho de 2001 (20 anos)      |       |      | Getafe              |
| 8   | M    | Koji Miyoshi      | 26 de março de 1997 (24 anos)     |       |      | Antwerp             |
| 9   | A    | Daizen Maeda      | 20 de outubro de 1997 (23 anos)   |       |      | Yokohama F. Marinos |
| 10  | M    | Ritsu Dōan        | 16 de junho de 1998 (23 anos)     |       |      | PSV Eindhoven       |
| 11  | M    | Kaoru Mitoma      | 20 de maio de 1997 (24 anos)      |       |      | Kawasaki Frontale   |
| 12  | GR   | Kosei Tani        | 22 de novembro de 2000 (20 anos)  |       |      | Shonan Bellmare     |
| 13  | D    | Reo Hatate        | 21 de novembro de 1997 (23 anos)  |       |      | Kawasaki Frontale   |
| 14  | D    | Takehiro Tomiyasu | 5 de novembro de 1998 (22 anos)   |       |      | Bologna             |
| 15  | D    | Daiki Hashioka    | 17 de maio de 1999 (22 anos)      |       |      | Sint-Truiden        |
| 16  | M    | Yuki Soma         | 25 de fevereiro de 1997 (24 anos) |       |      | Nagoya Grampus      |
| 17  | M    | Ao Tanaka         | 10 de setembro de 1998 (22 anos)  |       |      | Kawasaki Frontale   |
| 18  | A    | Ayase Ueda        | 28 de agosto de 1998 (22 anos)    |       |      | Kashima Antlers     |
| 19  | A    | Daichi Hayashi    | 23 de maio de 1997 (24 anos)      |       |      | Sagan Tosu          |
| 20  | D    | Koki Machida      | 25 de agosto de 1997 (23 anos)    |       |      | Kashima Antlers     |
| 21  | D    | Ayumu Seko        | 7 de junho de 2000 (21 anos)      |       |      | Cerezo Osaka        |
| 22  | GR   | Zion Suzuki       | 21 de agosto de 2002 (18 anos)    |       |      | Urawa Red Diamonds  |

* Jogador com idade avançada.

### México
A seleção final do México, com 22 jogadores, foi anunciada em 15 de junho de 2021. Em 4 de julho, José Juan Macías desistiu devido a lesão e foi substituído por Adrián Mora .
Treinador: Jaime Lozano
| No. | Pos. | Jogador               | Idade                             | Jogos | Gols | Clube         |
| --- | ---- | --------------------- | --------------------------------- | ----- | ---- | ------------- |
| 1   | GR   | Luis Malagón          | 2 de março de 1997 (24 anos)      |       |      | Necaxa        |
| 2   | D    | Jorge Sánchez         | 10 de dezembro de 1997 (23 anos)  |       |      | América       |
| 3   | D    | César Montes          | 24 de fevereiro de 1997 (24 anos) |       |      | Monterrey     |
| 4   | D    | Alberto Angulo        | 30 de janeiro de 1998 (23 anos)   |       |      | Atlas         |
| 5   | D    | Johan Vásquez         | 22 de outubro de 1998 (21 anos)   |       |      | UNAM          |
| 6   | D    | Vladimir Loroña       | 16 de novembro de 1998 (22 anos)  |       |      | Tijuana       |
| 7   | M    | Luis Romo*            | 5 de junho de 1995 (26 anos)      |       |      | Cruz Azul     |
| 8   | M    | Carlos Rodríguez      | 3 de janeiro de 1997 (24 anos)    |       |      | Monterrey     |
| 9   | A    | Henry Martín*         | 18 de novembro de 1992 (28 anos)  |       |      | América       |
| 10  | A    | Diego Lainez          | 9 de junho de 2000 (21 anos)      |       |      | Real Betis    |
| 11  | A    | Alexis Vega           | 25 de novembro de 1997 (23 anos)  |       |      | Guadalajara   |
| 12  | D    | Adrián Mora           | 15 de agosto de 1997 (23 anos)    |       |      | Monterrey     |
| 13  | GR   | Guillermo Ochoa*      | 13 de julho de 1985 (36 anos)     |       |      | América       |
| 14  | D    | Érick Aguirre         | 23 de fevereiro de 1997 (24 anos) |       |      | Pachuca       |
| 15  | A    | Uriel Antuna          | 21 de agosto de 1997 (23 anos)    |       |      | Guadalajara   |
| 16  | M    | José Joaquín Esquivel | 7 de janeiro de 1998 (23 anos)    |       |      | Juárez        |
| 17  | M    | Sebastián Córdova     | 12 de junho de 1997 (24 anos)     |       |      | América       |
| 18  | A    | Eduardo Aguirre       | 3 de agosto de 1998 (22 anos)     |       |      | Santos Laguna |
| 19  | A    | Ricardo Angulo        | 20 de fevereiro de 1997 (24 anos) |       |      | Guadalajara   |
| 20  | M    | Fernando Beltrán      | 8 de maio de 1998 (23 anos)       |       |      | Guadalajara   |
| 21  | A    | Roberto Alvarado      | 7 de setembro de 1998 (22 anos)   |       |      | Cruz Azul     |
| 22  | GR   | Sebastián Jurado      | 28 de setembro de 1997 (23 anos)  |       |      | Cruz Azul     |

* Jogador com idade avançada.

### África do Sul
A seleção final da África do Sul foi anunciada em 3 de julho de 2021.
Treinador: David Notoane
| No. | Pos. | Jogador              | Idade                             | Jogos | Gols | Clube                     |
| --- | ---- | -------------------- | --------------------------------- | ----- | ---- | ------------------------- |
| 1   | GR   | Ronwen Williams*     | 21 de janeiro de 1992 (29 anos)   |       |      | SuperSport United         |
| 2   | D    | James Monyane        | 30 de abril de 2000 (21 anos)     |       |      | Orlando Pirates           |
| 3   | D    | Katlego Mohamme      | 10 de março de 1998 (23 anos)     |       |      | Univeristy of Pretoria    |
| 4   | M    | Teboho Mokoena       | 24 de janeiro de 1997 (24 anos)   |       |      | SuperSport United         |
| 5   | D    | Luke Fleurs          | 3 de março de 2000 (21 anos)      |       |      | SuperSport United         |
| 6   | M    | Kamohelo Mahlatsi    | 23 de agosto de 1998 (22 anos)    |       |      | Moroka Swallows           |
| 7   | M    | Nkosingiphile Ngcobo | 16 de novembro de 1999 (21 anos)  |       |      | Kaizer Chiefs             |
| 8   | M    | Thabo Cele           | 15 de janeiro de 1997 (24 anos)   |       |      | Cova Piedade              |
| 9   | A    | Evidence Makgopa     | 5 de junho de 2000 (21 anos)      |       |      | Baroka                    |
| 10  | A    | Luther Singh         | 5 de agosto de 1997 (23 anos)     |       |      | Paços de Ferreira         |
| 11  | A    | Fagrie Lakay         | 31 de maio de 1997 (24 anos)      |       |      | Cape Town City            |
| 12  | M    | Sipho Mbule          | 22 de março de 1998 (23 anos)     |       |      | SuperSport United         |
| 13  | D    | Thendo Mukumela      | 30 de janeiro de 1998 (23 anos)   |       |      | Cape Town Spurs           |
| 14  | D    | Sibusiso Mabiliso    | 14 de abril de 1999 (22 anos)     |       |      | AmaZulu                   |
| 15  | D    | Tercious Malepe      | 18 de fevereiro de 1997 (24 anos) |       |      | Mynai                     |
| 16  | GR   | Mondli Mpoto         | 24 de julho de 1998 (22 anos)     |       |      | Bloemfontein Celtic       |
| 17  | M    | Lyle Foster          | 3 de setembro de 2000 (20 anos)   |       |      | Vitória Guimarães         |
| 18  | M    | Goodman Mosele       | 18 de novembro de 1999 (21 anos)  |       |      | Baroka                    |
| 19  | A    | Kobamelo Kodisang    | 28 de agosto de 1999 (21 anos)    |       |      | Braga                     |
| 22  | GR   | Sifiso Mlungwana     | 27 de abril de 1997 (24 anos)     |       |      | Lamontville Golden Arrows |

* Jogador com idade avançada.

## Grupo B

### Honduras
A seleção final de Honduras foi anunciada em 2 de julho de 2021.
Treinador:  Miguel Falero
| No. | Pos. | Jogador             | Idade                            | Jogos | Gols | Clube              |
| --- | ---- | ------------------- | -------------------------------- | ----- | ---- | ------------------ |
| 1   | GR   | Alex Güity          | 20 de setembro de 1997 (23 anos) |       |      | Olimpia            |
| 2   | D    | Denil Maldonado     | 26 de maio de 1998 (23 anos)     |       |      | Everton            |
| 3   | D    | Wesly Decas         | 11 de agosto de 1999 (21 anos)   |       |      | Motagua            |
| 4   | D    | Carlos Meléndez     | 8 de dezembro de 1997 (23 anos)  |       |      | Vida               |
| 5   | D    | Cristopher Meléndez | 25 de novembro de 1997 (23 anos) |       |      | Motagua            |
| 6   | M    | Jonathan Núñez      | 26 de novembro de 2001 (19 anos) |       |      | Motagua            |
| 7   | M    | José Reyes          | 5 de novembro de 1997 (23 anos)  |       |      | Real España        |
| 8   | M    | Edwin Rodríguez     | 25 de setembro de 1999 (21 anos) |       |      | Olimpia            |
| 9   | A    | Jorge Benguché*     | 21 de maio de 1996 (25 anos)     |       |      | Boavista           |
| 10  | A    | Rigoberto Rivas     | 31 de julho de 1998 (22 anos)    |       |      | Reggina            |
| 11  | M    | Samuel Elvir        | 25 de abril de 2001 (20 anos)    |       |      | Lobos UPNFM        |
| 12  | GR   | Michael Perreló     | 11 de julho de 1998 (23 anos)    |       |      | Real España        |
| 13  | A    | Brayan Moya*        | 19 de outubro de 1992 (28 anos)  |       |      | Primeiro de Agosto |
| 14  | A    | José Pinto          | 27 de setembro de 1997 (23 anos) |       |      | Olimpia            |
| 15  | M    | Carlos Pineda       | 23 de setembro de 1997 (23 anos) |       |      | Olimpia            |
| 16  | D    | José García         | 21 de setembro de 1998 (22 anos) |       |      | Olimpia            |
| 17  | A    | Luis Palma          | 17 de janeiro de 2000 (21 anos)  |       |      | Vida               |
| 18  | A    | Juan Obregón Jr.    | 29 de outubro de 1997 (23 anos)  |       |      | Hartford Athletic  |
| 19  | A    | Douglas Martínez    | 5 de junho de 1997 (24 anos)     |       |      | Real Salt Lake     |
| 20  | M    | Jorge Álvarez       | 28 de janeiro de 1998 (23 anos)  |       |      | Olimpia            |
| 21  | D    | Elvin Oliva         | 24 de outubro de 1997 (23 anos)  |       |      | Olimpia            |
| 22  | GR   | Bryan Ramos         | 8 de agosto de 2001 (19 anos)    |       |      | Real España        |

* Jogador com idade avançada.

### Nova Zelândia
O esquadrão de 18 homens da Nova Zelândia foi anunciado em 25 de junho de 2021. Assim como os jogadores reserva nomeados, Tim Payne foi nomeado como um substituto no caso de Winston Reid não receber autorização para viajar. Em 2 de julho de 2021, Reid foi confirmado como disponível para seleção. Michael Boxall retirou-se tarde do elenco devido a uma lesão na coxa.
Treinador: Danny Hay